# Pósfa
Pósfa is een plaats (község) en gemeente in het Hongaarse comitaat Vas. Pósfa telt 309 inwoners (2001).